# Molophilus (Austromolophilus) pervagatus
Molophilus (Austromolophilus) pervagatus is een tweevleugelige uit de familie steltmuggen (Limoniidae). De soort komt voor in het Australaziatisch gebied.